# Břežany II
Pour les articles homonymes, voir Břežany.
Břežany II (en allemand : Breschan) est une commune du district de Kolín, dans la région de Bohême-Centrale, en République tchèque. Sa population s'élevait à 854 habitants en 2020.

## Géographie
Břežany II se trouve à 5 km au nord-ouest de Český Brod, à 30 km à l'ouest-nord-ouest de Kolín et à 27 km à l'est du centre de Prague.
La commune est limitée au nord par Vyšehořovice et Vykáň, à l'est par Černíky, au sud par Rostoklaty et à l'ouest par Tuklaty et Horoušany.

## Histoire
La première mention écrite du village date de 1316.